# Mary Livingstone
Mary Livingstone (Seattle, Washington; 23 de junio de 1905 (o 1906)- Holmby Hills, Los Ángeles, California; 30 de junio de 1983) fue una actriz y humorista radiofónica de estadounidense, esposa y compañera en la radio del gran humorista Jack Benny. Actuó en el popular programa de su marido casi por casualidad, pero demostró ser una humorista de talento, aunque también experimentó un severo miedo escénico años después de haberse confirmado artísticamente—tanto que decidió retirarse completamente del mundo del espectáculo tras dos décadas de carrera.

## Primeros años
Su verdadero nombre era Sadie Marks o, posiblemente, Sadye Marks, y nació en Seattle, Washington, aunque se crio en Vancouver, Columbia Británica. El padre de Livingstone era un inmigrante judío procedente de Rumanía, y la familia, de tradición mercantil, se asentó en Canadá. El apellido original de ellos era Markovitz, el cual en algún momento cambió por la forma inglesa Marks. Ella conoció a su futuro marido, Jack Benny, en un Séder de Pésaj cuando tenía 14 años de edad; Benny fue invitado por su amigo Zeppo Marx aprovechando que los Hermanos Marx y Benny se encontraban en la ciudad para actuar. 

## Jack Benny

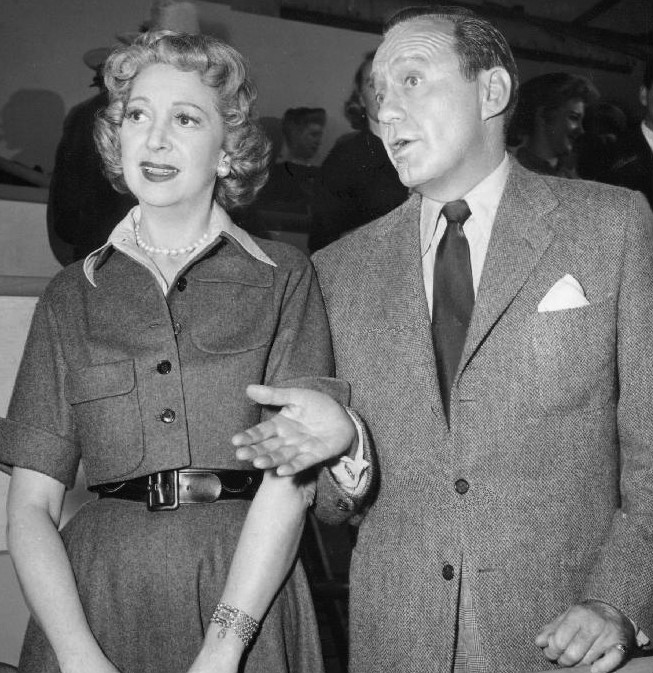
Livingstone y Jack Benny en 1960

Tres años más tarde, a los 17, Sadie visitó California con su familia mientras Jack Benny estaba en la ciudad actuando. Ella fue al teatro a presentarse a él, pero apenas se trataron debido a la concentración que él necesitaba para su trabajo.
Coincidieron unos años después — mientras ella trabajaba en una tienda de May Department Stores en el centro de Los Ángeles — y la pareja empezó a salir. 
Sadie Marks se casó finalmente con Jack Benny en 1927.

## Carrera artística

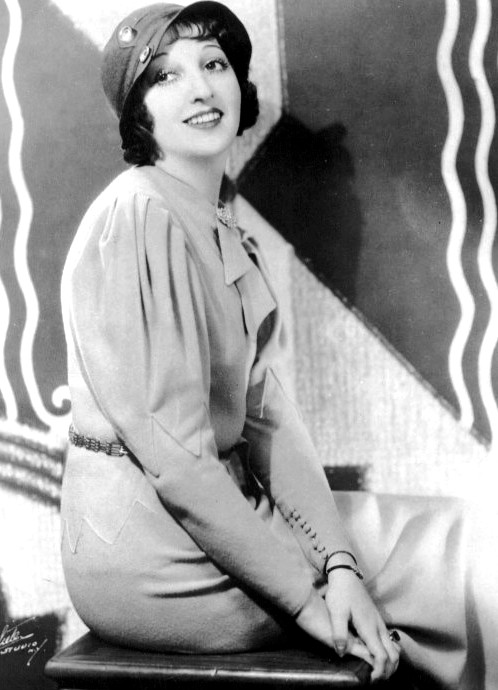
Livingstone formando parte del número de vodevil de Benny

Sadie formó parte de algunos de los números de vodevil de Benny, pero nunca pensó dedicarse de manera permanente a la carrera artística ni participar en el programa de radio en el que su marido actuaba desde 1932. Sin embargo, un día Benny la llamó para que acudiera al estudio, ya que una actriz no podía trabajar en el show esa tarde y, en vez de arriesgarse a buscar a una sustituta, él pensó que su mujer podría hacerse cargo del papel, un personaje llamado Mary Livingstone, ideada como la mayor admiradora de Benny.
Al principio parecía un breve papel. Ella actuó esa noche y en el show de la siguiente semana, antes de decidirse la retirada del personaje. Sin embargo, la NBC recibió mucha correspondencia de admiradores para que se recuperara al personaje, y que pasara a ser uno más del show, por lo que la reticente Sadie Marks acabó convirtiéndose en una estrella de la radio. Su personaje, Mary Livingstone, también sufrió una transformación, pasando de ser una admiradora a una agria secretaria. 
Livingstone pronto demostró su agudo ingenio y sentido de la comicidad, a menudo pinchando el ego de Benny y convirtiéndose en uno de los principales personajes del show. Su fama hizo que la llamaran "Mary Livingstone" tan a menudo fuera de la radio que ella acabó cambiando su nombre legalmente por el de Mary Livingstone. Años más tarde, su marido admitía que resultaba muy extraño llamarla Sadie, incluso en la intimidad.

## "Chiss Sweeze"
El estilo honesto y sarcástico de Livingstone, con sus graciosas salidas de tono, fue una perfecta contrapartida al personaje de Benny, aunque ella ocasionalmente cometía fallos en su papel, algunos tan famosos como la deliberadamente "lógica ilógica" de Gracie Allen, los malapropismos de Jane Ace, o las actuaciones de Gertrude Berg como Molly en The Goldbergs. Uno de sus "fallos" más famosos fue cuando Livingstone pidió en una comida un "chiss sweeze sandwich", número que se recordaba varios años después. 
Fue característico de su personaje, más que acosar a Benny, leer cartas de su madre, las cuales usualmente comenzaban con "Mi querida hija Mary...". Las cartas incluían a menudo historias cómicas sobre una ficticia hermana, Babe, y sobre su padre. La madre de Livingstone detestaba a Benny, y siempre aconsejaba a su hija que abandonara su empleo.

## Miedo escénico
A pesar de su éxito, Livingstone nunca estaba demasiado a gusto con su trabajo de actriz, y el miedo escénico llegó a ser tan importante en la época en la que el show de Benny pasó a la televisión, que ella raramente actuó en la última temporada radiofónica, la de 1954-55. Cuando actuaba, la hija adoptada de Benny, Joan, ocasionalmente sustituía a su madre, o los diálogos de Mary eran leídos en los ensayos por la secretaria de Jack, Jeanette Eyman, mientras que el diálogo previamente grabado por Livingstone era el utilizado en las emisiones. Livingstone hizo pocas actuaciones en la versión televisiva, y finalmente se retiró del mundo del espectáculo después de que su buena amiga Gracie Allen lo hiciera en 1958.

## Vida personal
Tras escribir una biografía de su marido, Mary Livingstone falleció por una cardiopatía en su domicilio en Holmby Hills, Los Ángeles (California) el 30 de junio de 1983, a los 78 años de edad, horas después de recibir la visita de la entonces primera dama, Nancy Reagan. Fue enterrada junto a su marido en el Cementerio Hillside Memorial Park de Culver City, California.
El hermano de Livingstone, Hilliard Marks, fue productor radiotelevisivo, y trabajó principalmente para su cuñado, Jack Benny. Por su trabajo en la radio, a Livingstone se le concedió una estrella en el Paseo de la Fama de Hollywood, en el 6705 de Hollywood Boulevard.